# مطموط استوائي
مطموط إستوائي أو مطموط الأنديز أو مطموط المرتفعات (الاسم العلمي: Momotus aequatorialis) (بالإنجليزية: Andean Motmot, Highland Motmot)‏ هو نوع من الطيور يتبع جنس المطموط من الفصيلة المطموطية.

## معرض صور

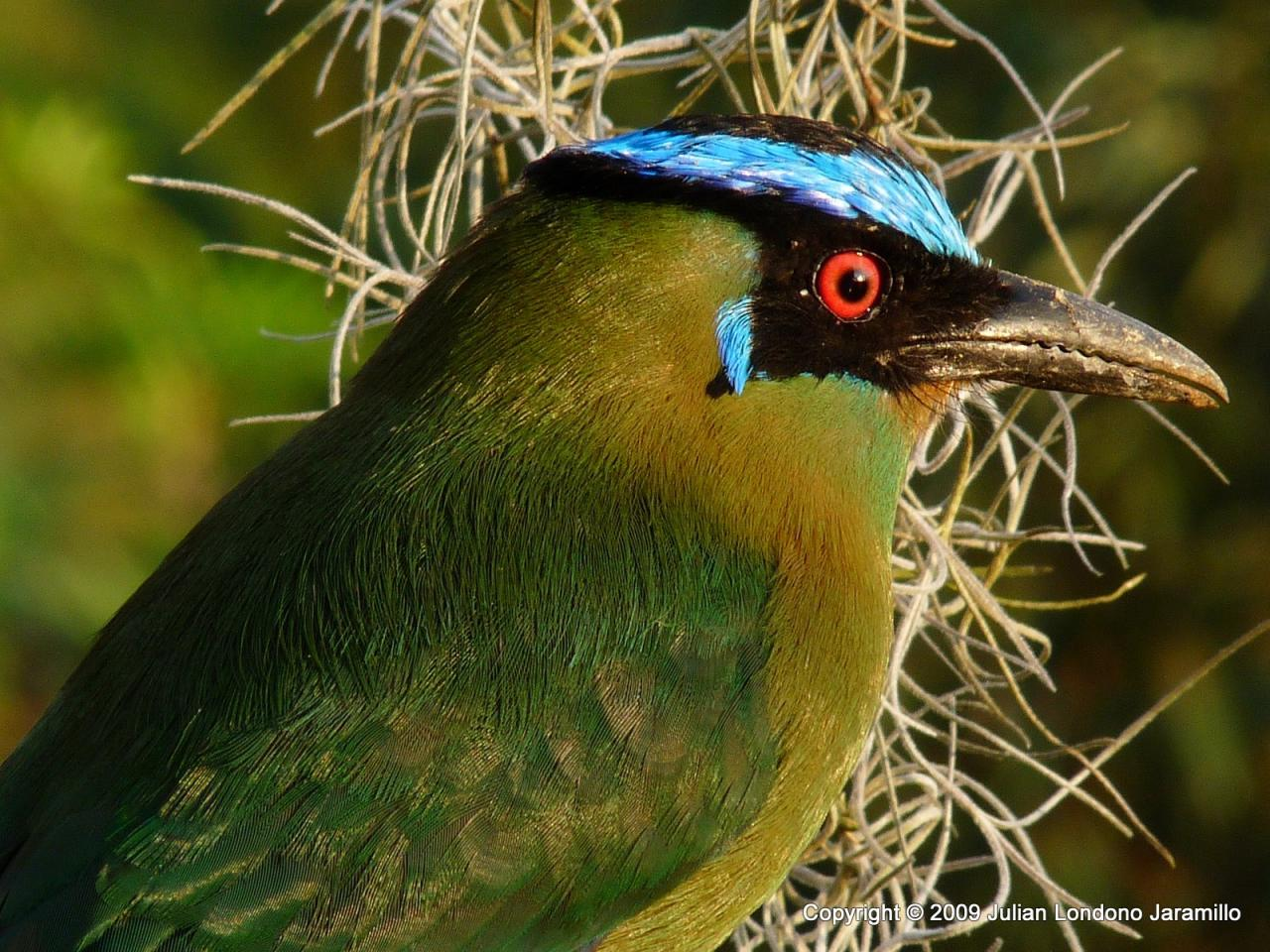
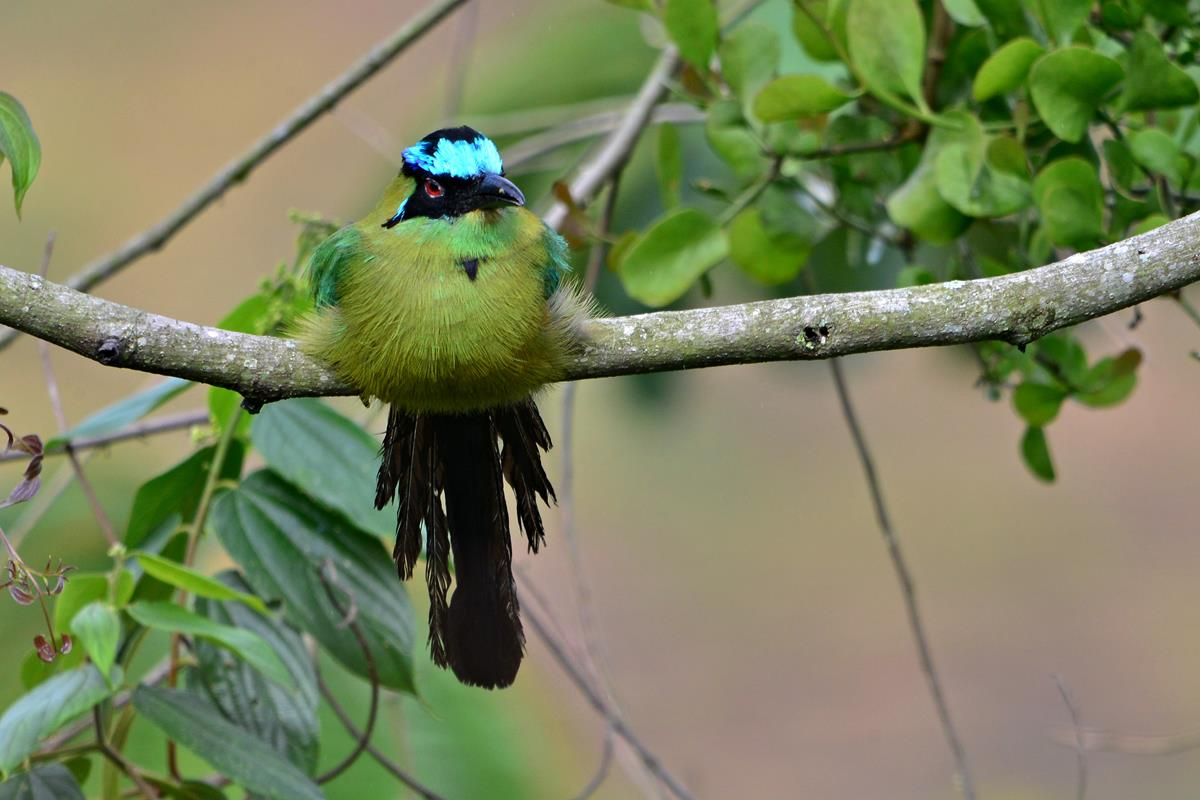
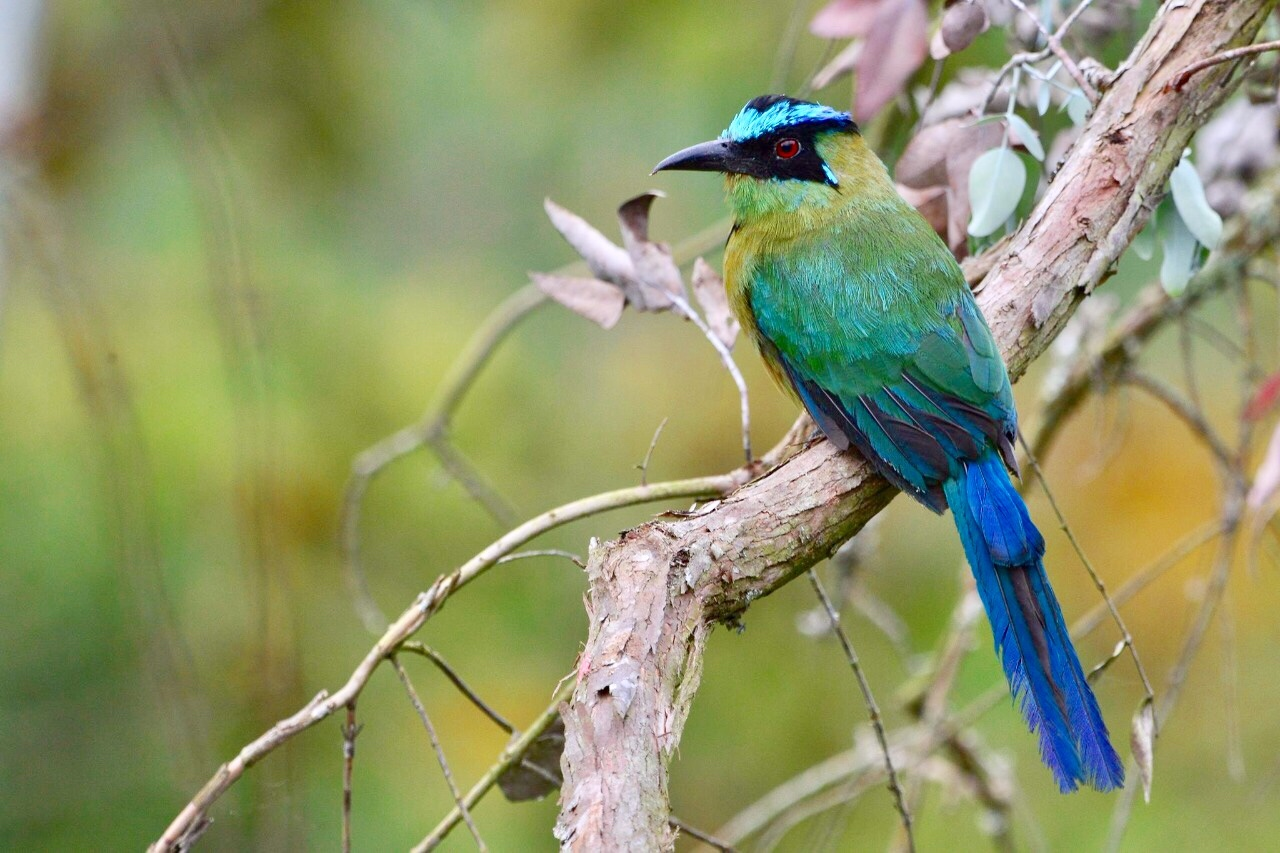